# براين جنيت
براين جنيت (بالإنجليزية: Bryan Jennett)‏‏ (1926 في تويكنهام - 26 يناير 2008 في غلاسكو) جراح أعصاب .